# Turekovac
Turekovac ili Turkovce je naselje u gradu Leskovcu, Jablanički upravni okrug, Srbija. Prema popisu iz 2022. godine u Turekovcu je živjelo 1272 stanovnikа.